# Katharina Hobgarski
Katharina Hobgarski (* 18. Juni 1997 in Neunkirchen) ist eine deutsche Tennisspielerin.

## Karriere
Hobgarski spielt vor allem auf Turnieren des ITF Women’s Circuit, bei denen sie bisher 17 Titel im Einzel und 22 im Doppel gewann. 2014 verbuchte sie auch auf der WTA Tour erste Ergebnisse, als sie in der Qualifikation der Luxembourg Open mit Siegen über Sharon Pesch und Richèl Hogenkamp die letzte Runde der Qualifikation erreichte. In der Qualifikation zum Porsche Tennis Grand Prix erreichte sie 2015 mit einem Sieg über Patricia Mayr-Achleitner die zweite Runde.
2016 erhielt Hobgarski eine Wildcard für die Qualifikation des Porsche Tennis Grand Prix 2016. Sie unterlag dort in ihrem Erstrundenmatch der Italienerin Camila Giorgi mit 3:6 und 4:6. Bei den Wiesbaden Tennis Open erreichte sie mit einem Sieg über Walerija Strachowa das Achtelfinale, unterlag dort aber Anna Zaja mit 3:6 und 2:6. Beim Nürnberger Versicherungscup erhielt sie erstmals eine Wildcard für das Hauptfeld im Einzel eines International-Turniers der WTA Tour. Sie unterlag dort aber bereits in der ersten Runde der späteren Viertelfinalistin Varvara Lepchenko mit 0:6 und 3:6. Bei den anschließenden Braunschweig Women’s Open unterlag sie Tamara Korpatsch ebenfalls bereits im Auftaktmatch. Ihren ersten Einzelturniersieg konnte sie beim ITF Future Nord in Kaltenkirchen feiern, wo sie auch den Doppeltitel mit ihrer Partnerin Julia Wachaczyk erringen konnte. Bei den Internationalen Württembergischen Damen-Tennis-Meisterschaften um den Stuttgarter Stadtpokal scheiterte sie ebenso bereits in ihrem Auftaktmatch wie auch bei den folgenden Reinert Open. Zum Ende des Jahres 2016 präsentierte Hobgarski sich in guter Form und gewann 36 Matches nacheinander und somit auch sieben ITF-Titel. Sechs dieser ITF-Titel gewann sie im tunesischen Hammamet. Mit dieser Siegstrecke stellte sie auch den Rekord für die meisten ITF-Titel im Jahr 2016 ein.
2017 erhielt Hobgarski erneut eine Wildcard für die Qualifikation des Porsche Tennis Grand Prix 2017 in Stuttgart. Nach Siegen über Risa Ozaki und Sachia Vickery, erreichte sie das Qualifikations Finale, das sie gegen die Japanerin Naomi Ōsaka 5:7 und 2:6 verlor. Auch für Nürnberger Versicherungscup 2017 erhielt sie eine Wildcard. Dort verlor sie allerdings bereits in der ersten Runde gegen ihren Landsfrau Laura Siegemund 0:6 und 1:6. Dennoch konnte sie sich im Juni desselben Jahres zum ersten Mal für die Qualifikation eines WTA-Turniers qualifizieren und konnte so bei den Ricoh Open 2017 in ’s-Hertogenbosch auf Rasen antreten, wo sie in der ersten Runde in drei Sätzen gegen Petra Krejsová verlor. Auch beim folgenden WTA-Turnier auf Mallorca bekam sie dank einer Wildcard die Chance anzutreten. Auch dort verlor sie 5:7, 6:4 und 3:6 gegen die Brasilianerin Beatriz Haddad Maia. Beim folgenden 25k ITF-Turnier in Aschaffenburg zeigte Hobgarski erneut eine starke Leistung und konnte so zum ersten Mal das Finale eines Turniers dieser Kategorie erreichen. Im Finale bezwang sie die Spanierin Yvonne Cavalle-Reimers mit 7:5 und 6:4 und sicherte sich somit den Titel in Aschaffenburg. Obwohl sie beim Turnier in der folgenden Woche in der ersten Runde gegen Rebeka Masarova aufgeben musste, konnte sie bereits eine Woche darauf an ihre starke Leistung anknüpfen, und erreichte das Halbfinale des 25k-Turniers in Bad Saulgau. Durch die gesammelten Punkte in 2016 und 2017 konnte Katharina Hobgarski sich zum ersten Mal für die Qualifikation eines Grand-Slam-Turniers qualifizieren. In der ersten Runde der US Open verlor sie jedoch gegen Lucie Hradecká mit 5:7 und 1:6.

## Turniersiege

### Einzel
| Nr. | Datum              | Turnier                  | Kategorie   | Belag     | Finalgegnerin           | Ergebnis      |
| --- | ------------------ | ------------------------ | ----------- | --------- | ----------------------- | ------------- |
| 1.  | 26. Juni 2016      | Kaltenkirchen            | ITF $10.000 | Sand      | Lisa Matviyenko         | 6:3, 6:3      |
| 2.  | 27. August 2016    | Nürnberg                 | ITF $10.000 | Sand      | Jade Suvrijn            | 2:6, 6:0, 6:2 |
| 3.  | 25. September 2016 | Hammamet                 | ITF $10.000 | Sand      | Fernanda Brito          | 6:2, 6:2      |
| 4.  | 2. Oktober 2016    | Hammamet                 | ITF $10.000 | Sand      | Fernanda Brito          | 6:0, 7:5      |
| 5.  | 9. Oktober 2016    | Hammamet                 | ITF $10.000 | Sand      | Barbara Kötelesová      | 6:4, 6:2      |
| 6.  | 13. November 2016  | Hammamet                 | ITF $10.000 | Sand      | Carolina Meligeni Alves | 6:0, 6:1      |
| 7.  | 20. November 2016  | Hammamet                 | ITF $10.000 | Sand      | Yasmine Mansouri        | 6:4, 6:2      |
| 8.  | 27. November 2016  | Hammamet                 | ITF $10.000 | Sand      | Gaia Sanesi             | 6:1, 7:5      |
| 9.  | 23. Juli 2017      | Aschaffenburg            | ITF $25.000 | Sand      | Yvonne Cavalle-Reimers  | 7:5, 6:4      |
| 10. | 30. September 2018 | Santa Margherita di Pula | ITF $25.000 | Sand      | Carolina Meligeni Alves | 7:63, 6:2     |
| 11. | 3. Juli 2022       | Stuttgart                | ITF W25     | Sand      | Sinja Kraus             | 7:5, 6:2      |
| 12. | 25. September 2022 | Santa Margherita di Pula | ITF W25     | Sand      | Camilla Rosatello       | 6:1, 6:1      |
| 13. | 24. September 2023 | Santa Margherita di Pula | ITF W25     | Sand      | Federica Bilardo        | 7:5, 6:3      |
| 14. | 14. April 2024     | Hammamet                 | ITF W35     | Sand      | Sofia Rocchetti         | 6:2, 1:6, 6:2 |
| 15. | 19. Januar 2025    | Monastir                 | ITF W15     | Hartplatz | Lee Eunji               | 7:5, 6:3      |
| 16. | 22. Juni 2025      | Klosters                 | ITF W35     | Sand      | Anastassija Gassanowa   | 6:2, 7:62     |
| 17. | 6. Juli 2025       | Amstelveen               | ITF W35     | Sand      | Louisa Chirico          | 0:1, Aufgabe  |

### Doppel
| Nr. | Datum              | Turnier                  | Kategorie   | Belag             | Partnerin           | Finalgegnerinnen                               | Ergebnis           |
| --- | ------------------ | ------------------------ | ----------- | ----------------- | ------------------- | ---------------------------------------------- | ------------------ |
| 01. | 3. April 2016      | Hammamet                 | ITF $10.000 | Sand              | Elena-Gabriela Ruse | Ola Abou Zekry Snehadevi Reddy                 | 6:4, 6:4           |
| 02. | 18. Juni 2016      | Braunschweig (1)         | ITF $25.000 | Sand              | Katharina Gerlach   | Anita Husarić Nina Stojanović                  | 6:4, 6:3           |
| 03. | 25. Juni 2016      | Kaltenkirchen            | ITF $10.000 | Sand              | Julia Wachaczyk     | Bianka Békefi Charlotte Roemer                 | 6:4, 6:2           |
| 04. | 7. August 2016     | Rebecq                   | ITF $10.000 | Sand              | Emily Arbuthnott    | Justyna Jegiołka Chiara Scholl                 | 6:1, 6:1           |
| 05. | 24. Februar 2017   | Palmanova                | ITF $15.000 | Sand              | Katharina Gerlach   | Yvonne Cavalle-Reimers Olga Saez Larra         | 6:4, 6:4           |
| 06. | 23. Juli 2017      | Aschaffenburg            | ITF $25.000 | Sand              | Julia Wachaczyk     | Yuki Kristina Chiang Lisa Ponomar              | 6:3, 2:6, [10:3]   |
| 07. | 7. April 2019      | Santa Margherita di Pula | ITF W25     | Sand              | Walerija Strachowa  | Giorgia Marchetti Camilla Rosatello            | 6:2, 6:74, [13:11] |
| 08. | 30. Juni 2019      | Darmstadt                | ITF W25     | Sand              | Vivian Heisen       | Lena Lutzeier Natalia Siedliska                | 6:74, 6:2, [10:4]  |
| 09. | 31. August 2019    | Wien                     | ITF W25     | Sand              | Vivian Heisen       | Irene Burillo Escorihuela Andrea Lázaro García | 7:64, 6:4          |
| 10. | 20. September 2019 | Roehampton               | ITF W25     | Hartplatz         | Vivian Heisen       | Freya Christie Maria Sanchez                   | 7:5, 1:6, [10:7]   |
| 11. | 22. Mai 2021       | Antalya                  | ITF W15     | Sand              | Ylena In-Albon      | Eva Vedder Stéphanie Visscher                  | 6:3, 6:3           |
| 12. | 28. August 2021    | Braunschweig (2)         | ITF W25     | Sand              | Walerija Strachowa  | Tamira Paszek Chiara Scholl                    | 3:6, 6:2, [12:10]  |
| 13. | 12. Februar 2022   | Antalya                  | ITF W15     | Sand              | Mariana Dražić      | Angelica Moratelli Amarissa Tóth               | 7:5, 6:4           |
| 14. | 17. Juni 2022      | Denain                   | ITF W25     | Sand              | Walerija Strachowa  | Kamilla Bartone Anita Wagner                   | 6:0, 6:4           |
| 15. | 23. September 2023 | Santa Margherita di Pula | ITF W25     | Sand              | Živa Falkner        | Yasmine Mansouri Miriana Tona                  | 6:1, 6:2           |
| 16. | 30. September 2023 | Santa Margherita di Pula | ITF W25     | Sand              | Ekaterine Gorgodse  | Yvonne Cavalle-Reimers Aurora Zantedeschi      | 6:2, 6:4           |
| 17. | 23. März 2024      | Iraklio                  | ITF W15     | Sand              | Polina Leikina      | Irene Lavino Sapfo Sakellaridi                 | 4:6, 6:1, [10:3]   |
| 18. | 10. August 2024    | Leipzig                  | ITF W35     | Sand              | Ekaterine Gorgodse  | Denisa Hindová Julie Štruplová                 | 6:2, 3:6, [10:8]   |
| 19. | 30. November 2024  | Lousada                  | ITF W35     | Hartplatz (Halle) | Antonia Schmidt     | Baylen Brown Jamilah Snells                    | 6:4, 6:2           |
| 20. | 22. Februar 2025   | Monastir                 | ITF W15     | Hartplatz         | Silvia Ambrosio     | Arabella Koller Eliessa Vanlangendonck         | 6:3, 6:3           |
| 21. | 1. März 2025       | Monastir                 | ITF W15     | Hartplatz         | Silvia Ambrosio     | Julia Adams Lilian Poling                      | 6:4, 6:74, [10:4]  |
| 22. | 5. April 2025      | Iraklio                  | ITF W15     | Sand              | Adrienn Nagy        | Rossiza Dentschewa Franziska Sziedat           | 6:1, 6:1           |

## Weltranglistenpositionen am Saisonende
| Jahr   | 2014 | 2015 | 2016 | 2017 | 2018 | 2019 | 2020 | 2021 | 2022 | 2023 | 2024 |
| ------ | ---- | ---- | ---- | ---- | ---- | ---- | ---- | ---- | ---- | ---- | ---- |
| Einzel | 813  | 565  | 382  | 249  | 257  | 227  | 265  | 327  | 205  | 344  | 373  |
| Doppel | —    | 1086 | 360  | 461  | 455  | 326  | 347  | 394  | 530  | 304  | 355  |